# Stan Rice
Stan Rice (Dallas, Texas, 1942. november 7. – New Orleans, Louisiana, 2002. december 9.) amerikai költő és festőművész. Anne Rice írónő férje 1961-től. A San Francisco State University-n angol nyelvet és kreatív írást tanított, a Creative Writing Department elnökeként vonult vissza 1989-ben. Stan Rice agyi daganatos megbetegedés következtében hunyt el,  feleségét és fiát Christophert hagyva hátra. A New Orleans-i Metairie Temetőben helyezték örök nyugalomra.
Kezdetben első lányuk, Michele halála ösztönözte az írásra. Michele mindössze ötévesen 1972-ben leukémiában halt meg. Első verseskötetének címe Some Lamb, 1975-ben adták ki. Feleségét is bátorította, hogy hagyja abba a pincérnősködést és kezdjen el írni. Kettejük munkássága inspirálta Christophert is.
Íráson kívül festéssel is foglalkozott, festményeit a New Orleans-i Museum of Southern Art és a The New Orleans Museum of Art múzeumban lehet megtekinteni.

## Verses gyűjteményei
- Some Lamb (1975)
- Whiteboy (1976) (megkapta az Edgar-díjat az Amerikai Költők Akadémiájától)
- Body of Work (1983)
- Singing Yet: New and Selected Poems (1992)
- Fear Itself (1997)
- The Radiance of Pigs (1999)
- Red to the Rind (2002)
- False Prophet (2003) (halála utáni kiadás)

Stan Rice művei ezidáig nem kerültek kiadásra Magyarországon.

## Egyéb művei
- Paintings (1997)